# Реформістська партія Канади
Реформістська партія Канади (англ. Reform Party of Canada; фр. Parti réformiste du Canada) — колишня право-популістська федеральна політична партія в Канаді, що існувала від 1987 до 2000 року.
Була створена як протестний рух у Західній Канаді, а згодом перетворилась на популістську консервативну політичну силу зі значним соціально-консервативним ухилом.

## Результати виборів
| Вибори | Лідер           | Голоси    | %     | Місця  | +/–  | Позиція | Уряд         |
| ------ | --------------- | --------- | ----- | ------ | ---- | ------- | ------------ |
| 1988   | Престон Меннінг | 275 767   | 2,09  | 0/295  | 0    |         |              |
| 1993   | Престон Меннінг | 2 559 245 | 18,69 | 52/295 | ▲ 52 | ▲ 3-тя  | Третя партія |
| 1997   | Престон Меннінг | 2 513 080 | 19,35 | 60/301 | ▲ 8  | ▲ 2-га  | Опозиція     |